# Faculdade de Economia, Administração, Atuária e Contabilidade da Universidade Federal do Ceará
A Faculdade de Economia, Administração, Atuária e Contabilidade  é uma Unidade Acadêmica da Universidade Federal do Ceará localizada no Campus do Benfica, em Fortaleza, Ceará.
Fundada pelo professor Djacir Menezes, em novembro de 1938, com a colaboração dos professores Lincoln Mourão Mattos, Domingos Brasileiro, José Valdo Ribeiro Ramos e Carlos Oliveira Ramos. A Faculdade teve início como escola particular, sendo federalizada em 1963.

## Cursos deGraduação
- Ciências Econômicas
- Administração
- Ciências Atuariais
- Contabilidade
- Secretariado Executivo
- Finanças

## Cursos dePós-Graduação

#### Programa de Pós-Graduação em Economia - CAEN[2]
- Mestrado Profissional e Mestrado Acadêmico em Economia
- Doutorado em Economia

#### Programa de Pós-Graduação em Administração e Controladoria[3]
- Mestrado Profissional em Administração e Controladoria
- Doutorado e Mestrado Acadêmicos em Administração e Controladoria

## Departamentos
- Departamento de Administração (DA)
- Departamento de Contabilidade (DC)
- Departamento de Economia Aplicada (DEA)
- Departamento de Teoria Econômica (DTE)
- Laboratório de Informática

## Galeria de fotos

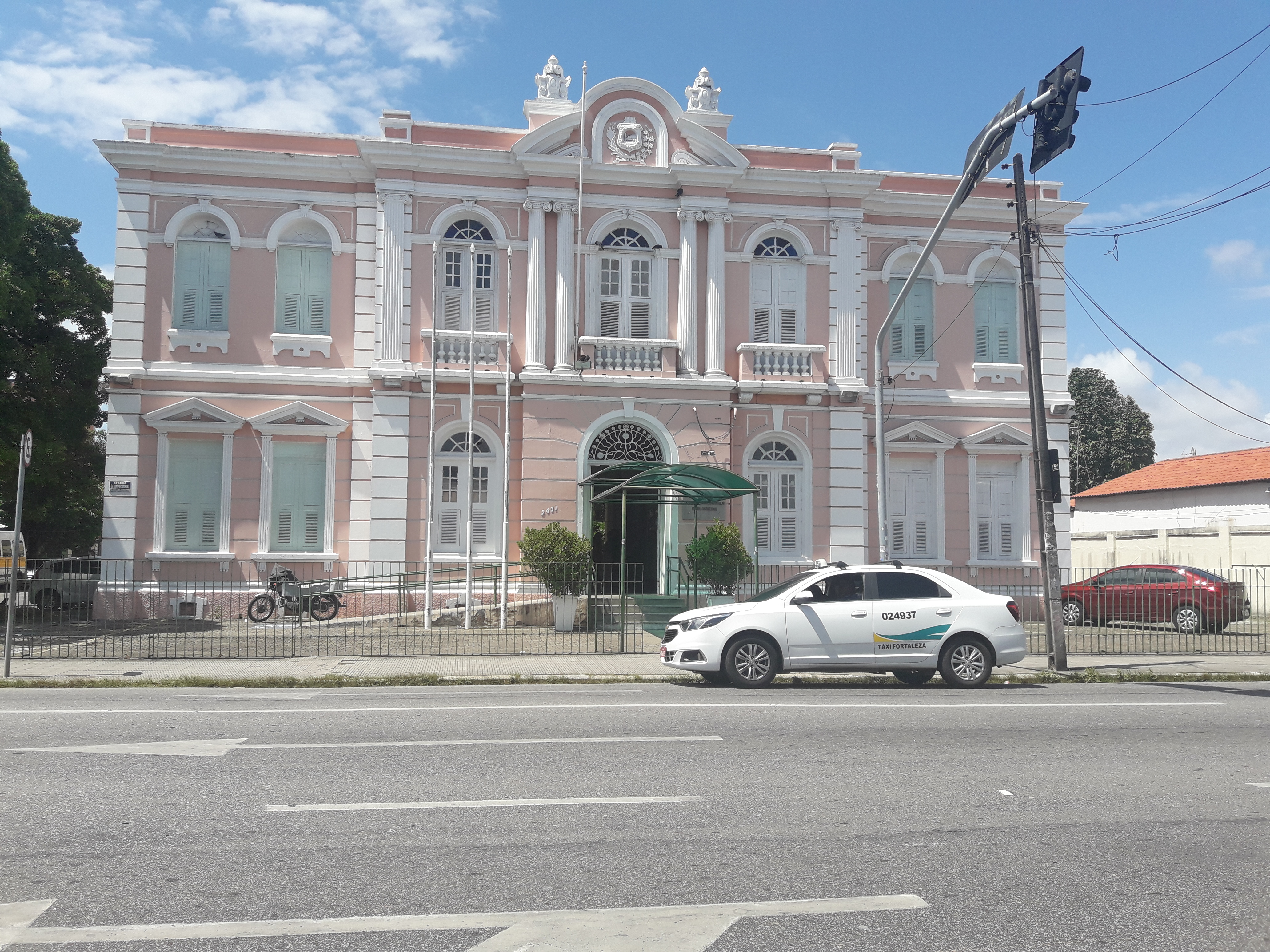
Prédio Histórico
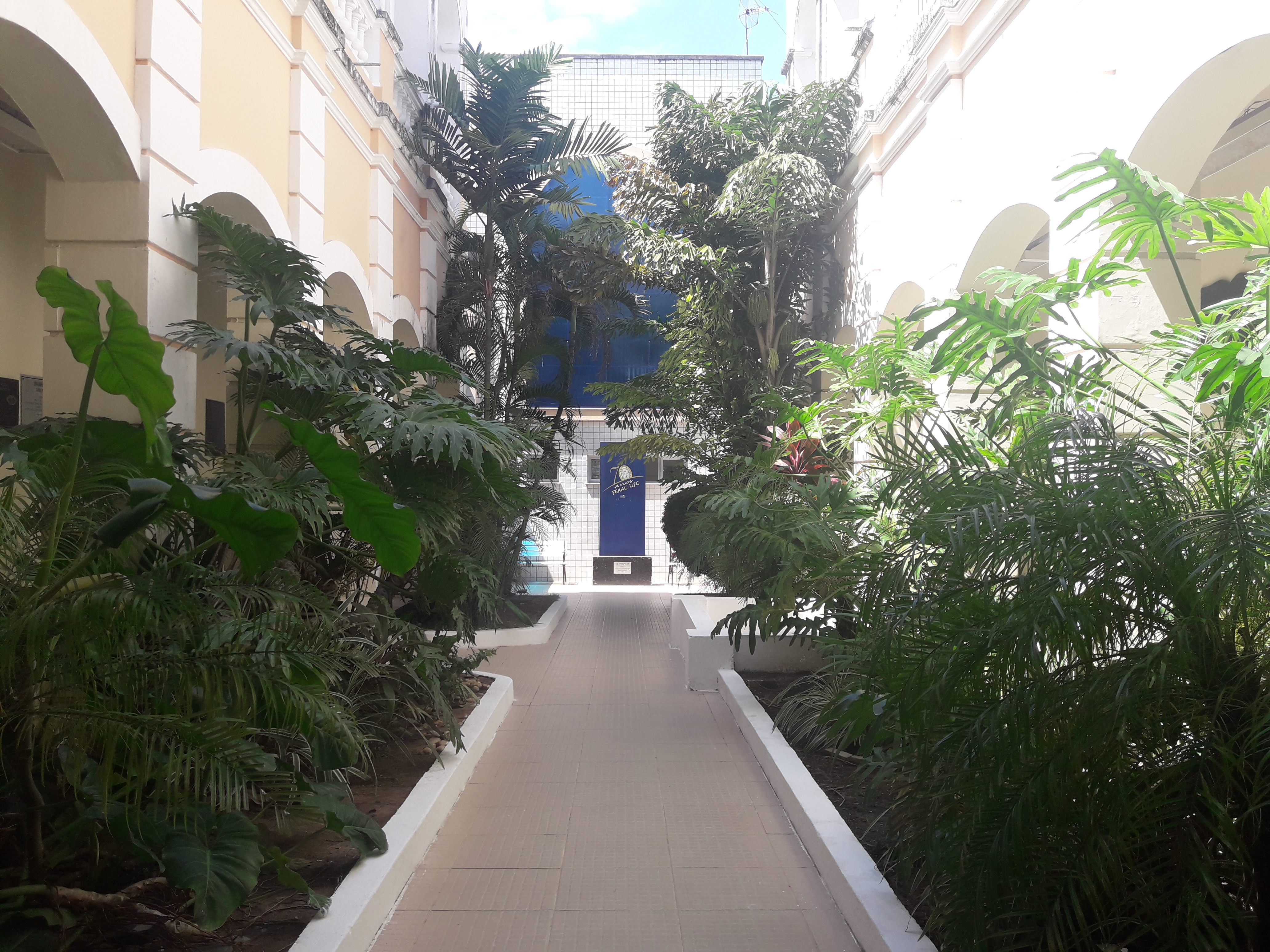
Hall de Entrada
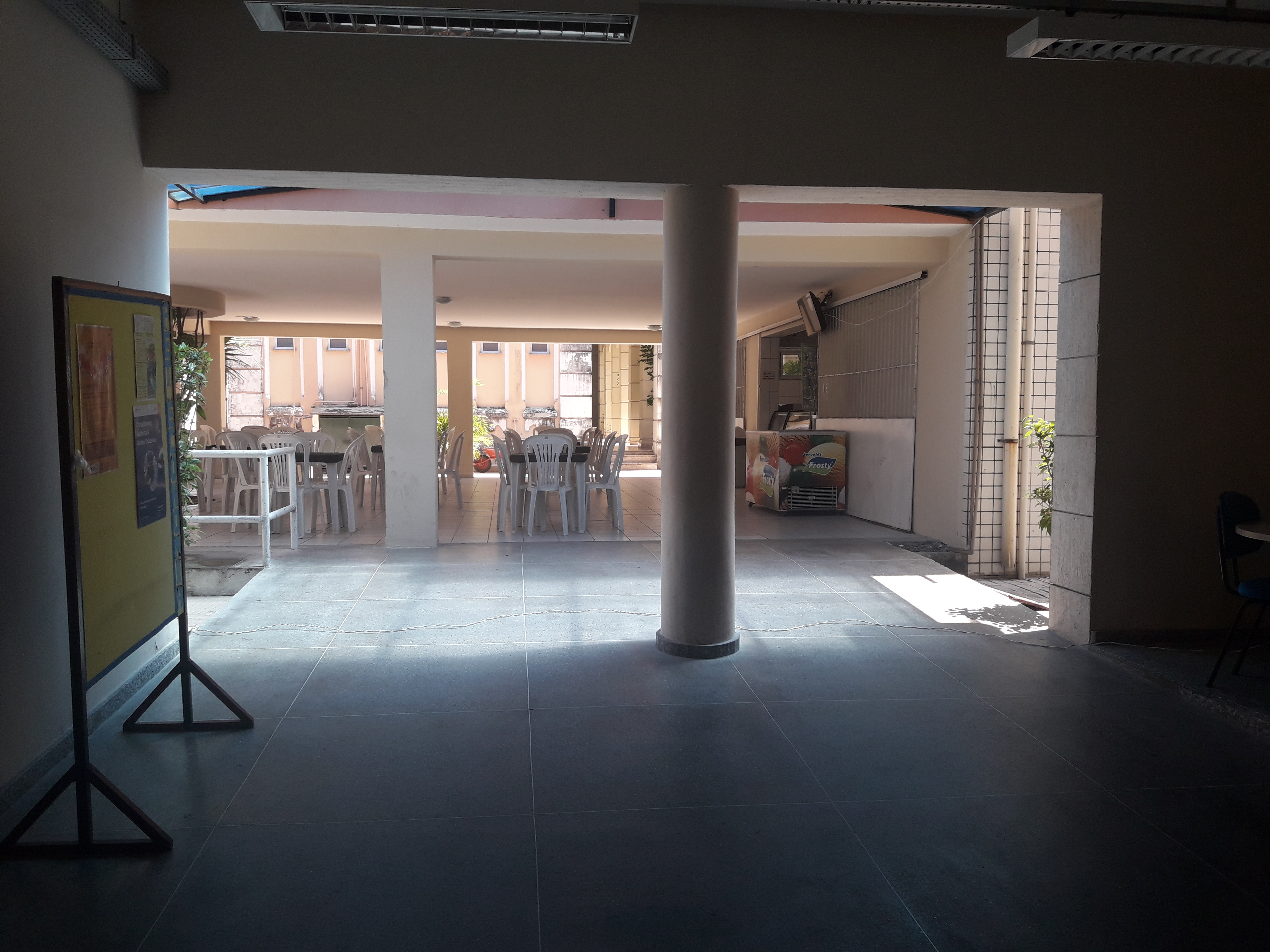
Área de Convivência
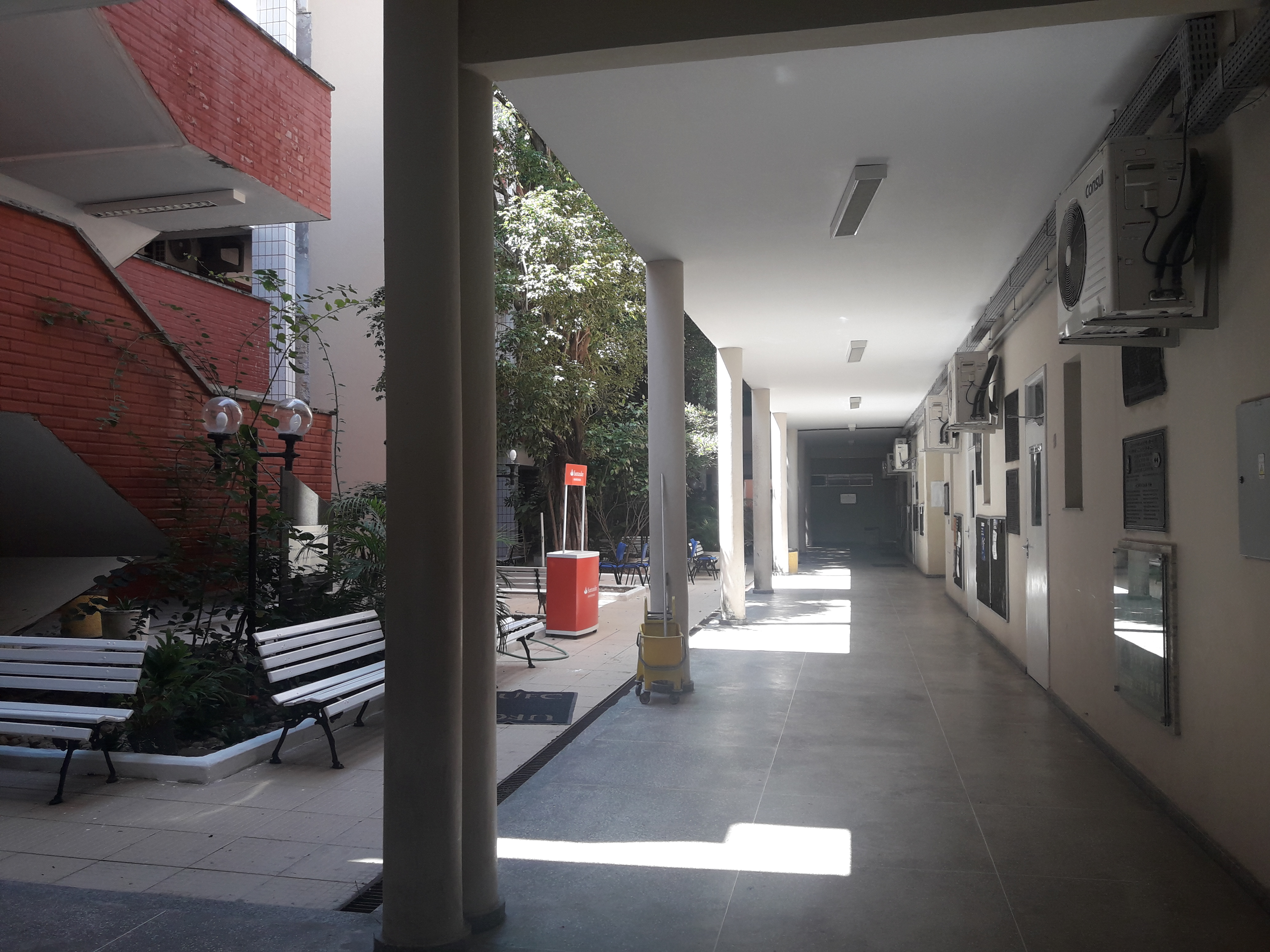
Bloco Didático
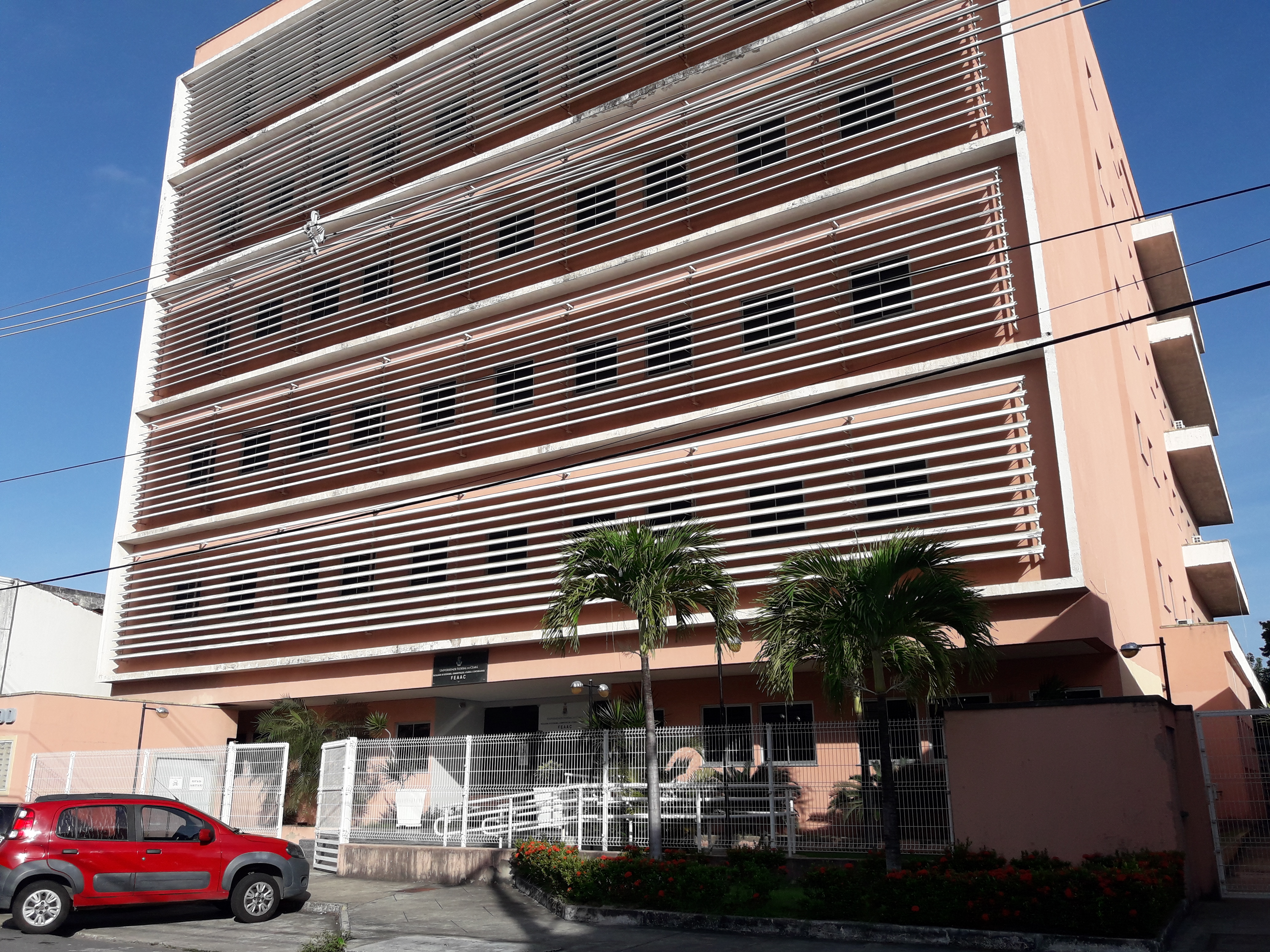
Bloco3
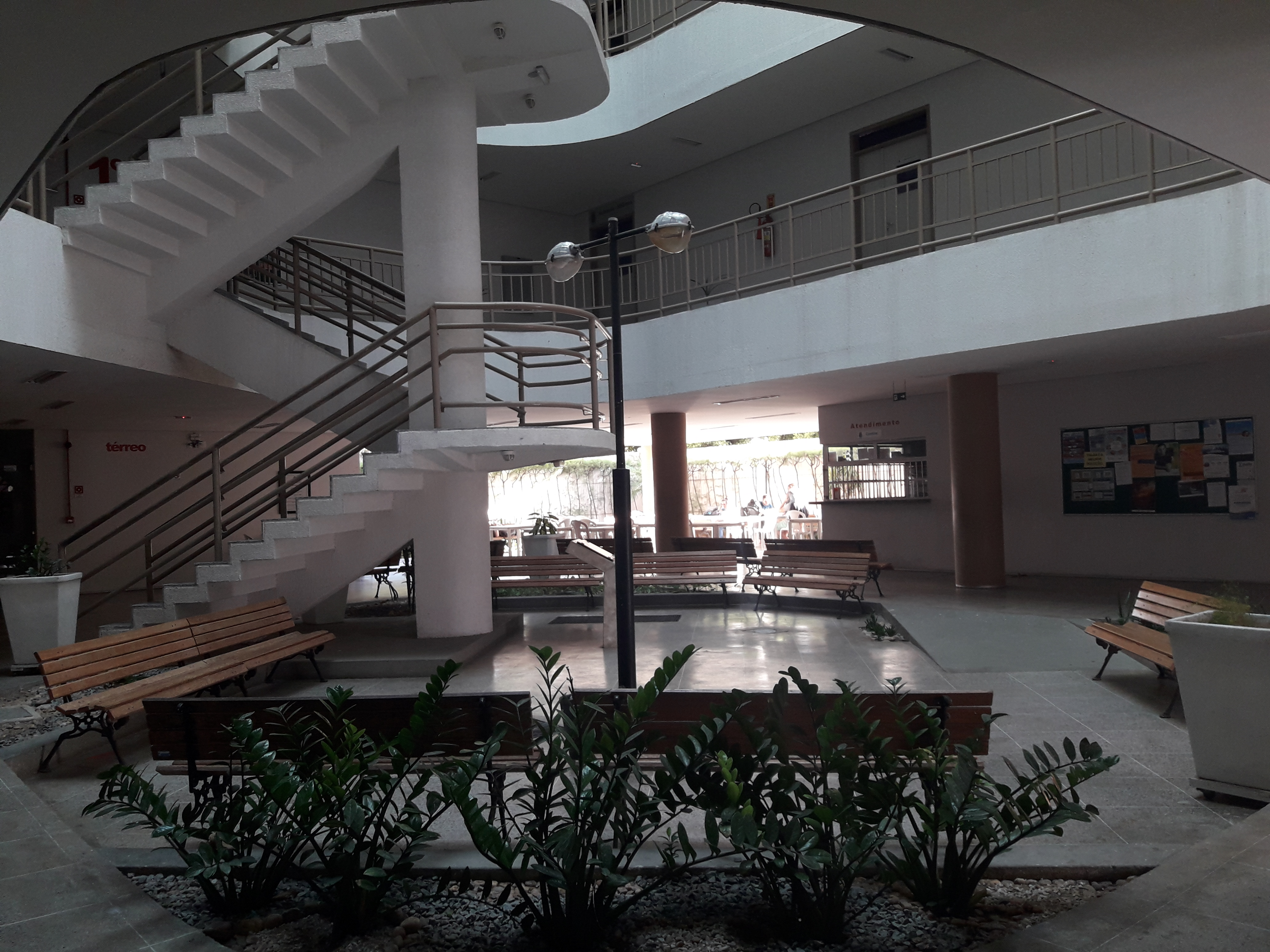
Bloco 3 - Hall